# Adam Khan
Adam Khan (Bridlington, 24 mei 1985) is een Brits autocoureur. Hij is op dit moment de testrijder van Renault F1.
Khan reed in zijn carrière al in verschillende Formule 3-klasses, waaronder de Duitse, Spaanse en Britse variant. Daarnaast was Khan al enkele seizoenen de coureur van het Pakistaanse A1-team. Hij behaalde in 34 races voor dit team 11 punten.

## Race prestaties
| Seizoen | Serie                           | Team                      | Races | gewonnen | Poles | Snelste Ronde | Punten | Pos.  |
| ------- | ------------------------------- | ------------------------- | ----- | -------- | ----- | ------------- | ------ | ----- |
| 2008    | Euroseries 3000                 | TP Formula                | 12    | 3        | 3     | 2             | 55     | 3de   |
| 2008    | Italiaanse F.3000               | TP Formula                | 6     | 2        | 1     | 1             | 25     | 6de   |
| 2008    | GP2 Asia Series                 | Team Arden                | 4     | 0        | 0     | 0             | 0      | 28ste |
| 2007-08 | A1 Grand Prix                   | A1 Team Pakistan          | 20    | 0        | 0     | 0             | 1      | 20ste |
| 2005-06 | A1 Grand Prix                   | A1 Team Pakistan          | 14    | 0        | 0     | 0             | 10     | 20ste |
| 2005    | Britse Formule 3 National Class | Performance Racing Europe | 4     | 0        | 0     | 0             | 18     | 11de  |
| 2005    | Duitse F3                       | Performance Racing Europe | 2     | 0        | 0     | 0             | 1      | 18de  |
| 2005    | Oostenrijkse Formule 3          |                           | 7     | 0        | 0     | 0             | 40     | 6de   |
| 2004    | Britse Formule 3                | Alan Docking Racing       | 9     | 0        | 0     | 0             | 78     | 6de   |
| 2003    | Formule Renault V6 Eurocup      | DAMS                      | 10    | 0        | 0     | 0             | 4      | 22ste |
| 2003    | Duitse F3                       | Performance Racing Europe | 2     | 0        | 0     | 0             | 2      | 23ste |
| 2002    | Spaanse F3                      | G-Tech                    | 1     | 0        | 0     | 0             | 0      | -     |